# Suzuki Wagon R+
Der Suzuki Wagon R+ ist ein Microvan des japanischen Automobil- und Motorradherstellers Suzuki und wurde in zwei Generationen gefertigt. Die Baureihe ist etwas breiter als der Suzuki Wagon R, auf dem er basiert, der aber in Japan als eigene Baureihe der Kei-Car-Klasse vermarktet wird.
In Europa wurde der Wagon R+ von Herbst 1997 bis März 2006 angeboten. Die Fahrzeuge für den europäischen Markt wurden in Ungarn hergestellt (Magyar Suzuki, Esztergom). Die japanische Version des Modells trug ursprünglich den Namen Wagon R. Erst bei den Exportmodellen gesellte sich das „+“ hinzu.

## MA61S/MB61S (1997–1999)
Die erste Generation der Baureihe wurde im Februar 1997 als breitere Version des Wagon R, das die Kei-Car-Bedingungen nicht mehr einhält, vorgestellt und auch in Europa verkauft. Sie wurde als Viersitzer gebaut und zugelassen (mittig geteilte Rückbank).

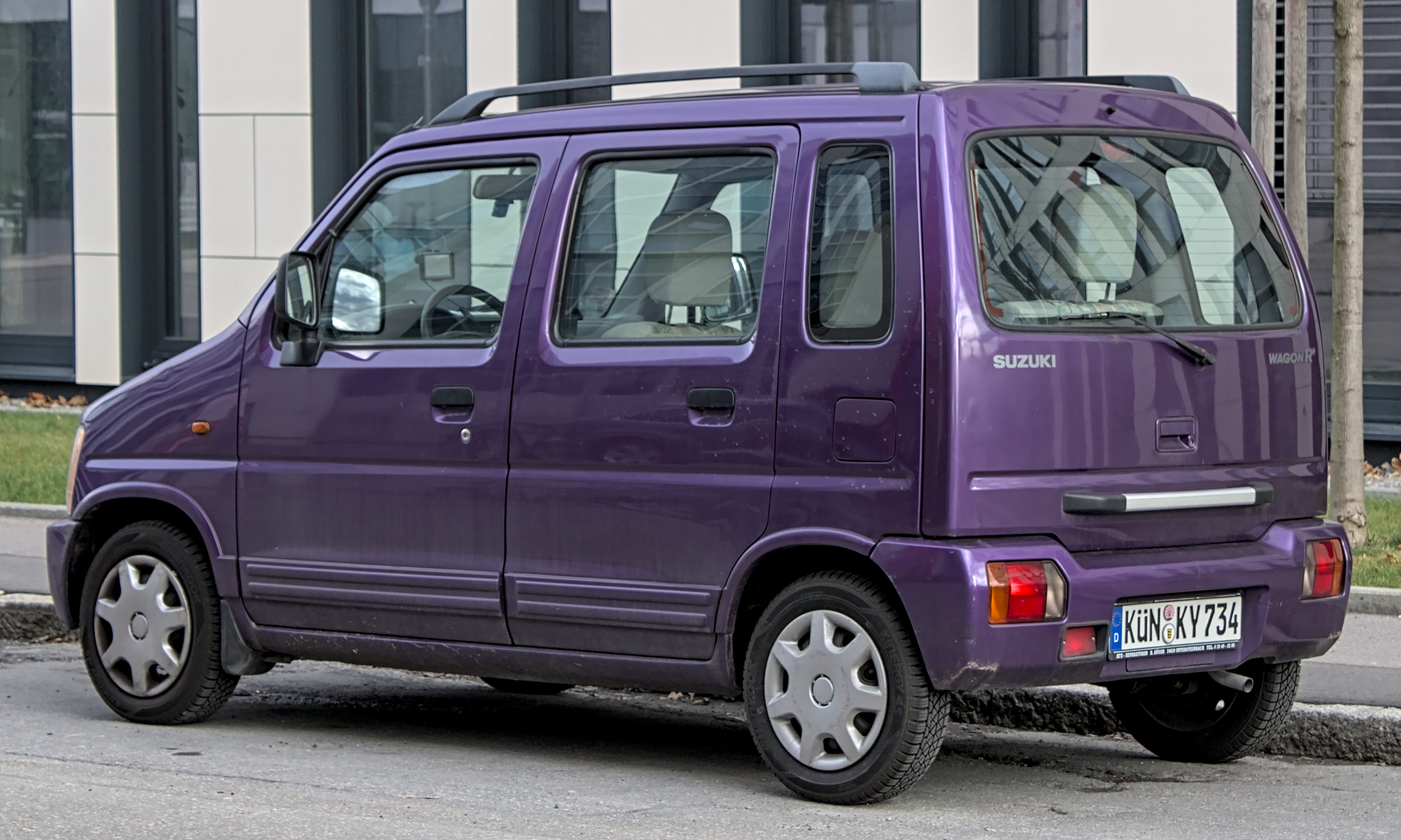
Heckansicht

Für den Wagon R+ der ersten Generation gab es zwei Benziner: einen mit 1,0 l Hubraum und 48 kW (65 PS) und einen mit 1,2 l und 51 kW (69 PS), den es mit oder ohne Allradantrieb gab.

## MA63S/MA64S/MA32S (1999–2006)
Im Jahr 1999 erfolgte einen Modellwechsel. Da General Motors mit Suzuki kooperierte, wurde ein baugleiches Fahrzeug ab 2000 bei Opel als Opel Agila angeboten (jedoch mit eigenen Motorisierungen). Mit dem Modellwechsel wurde die Karosserie neu gestaltet und etwas geräumiger. Im September 2003 kam eine überarbeitete Version auf den Markt. Ab diesem Zeitpunkt war auch ein Dieselmotor verfügbar. Außerdem wurden die Rückbank und das Gurtsystem modifiziert (asymmetrische Teilung, drei Dreipunktgurte hinten) und das Fahrzeug wurde für fünf Personen zugelassen. Ab dem Modelljahr 2001 haben alle Wagon R+ vier Airbags (Fahrer-, Beifahrer- sowie zwei Seiten-Airbags in den Lehnen der Vordersitze).

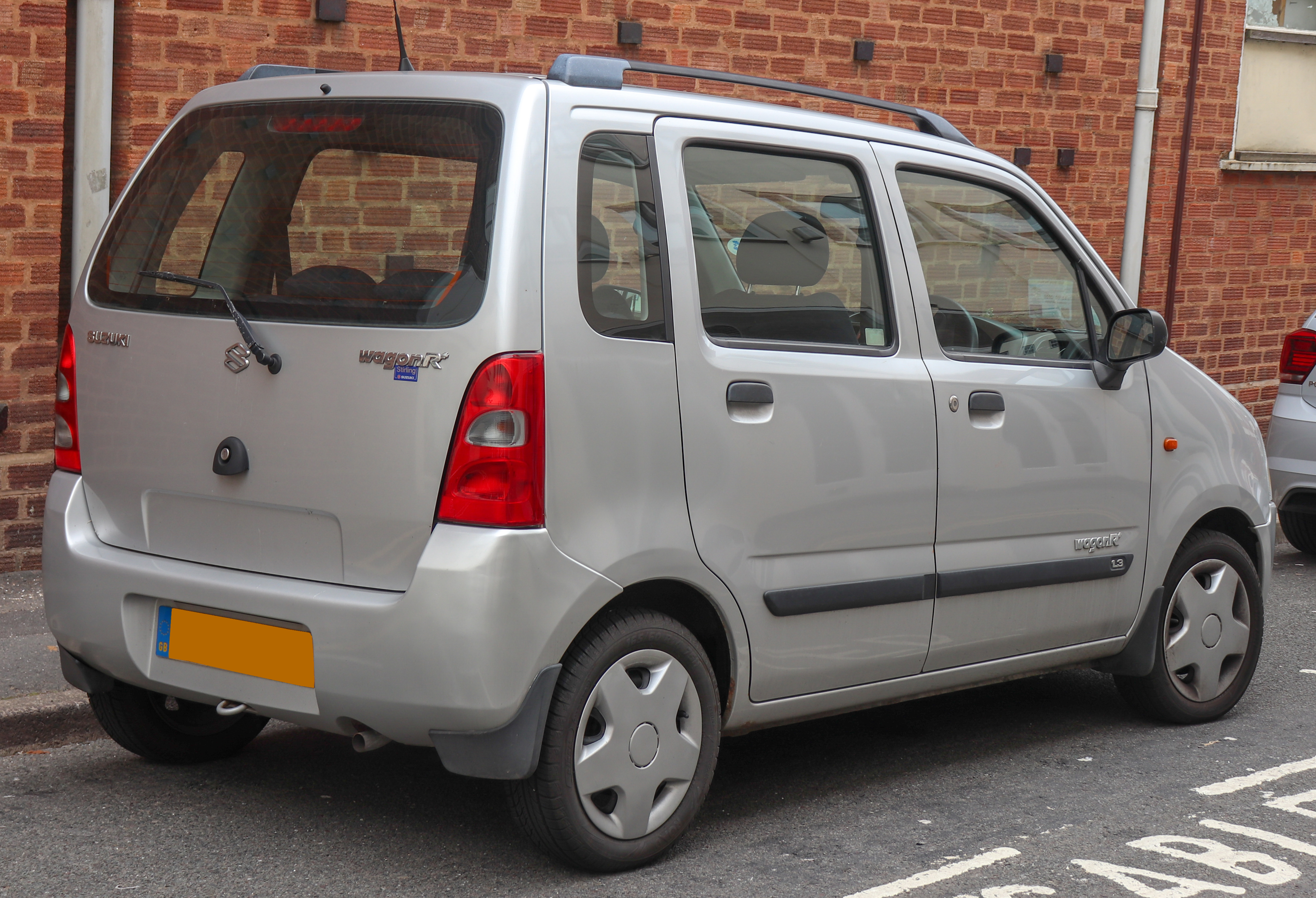
Heckansicht

Für die zweite Generation des Wagon R+ gab es einen 1,3-l-Benziner mit 56 kW (76 PS) (mit oder ohne Allradantrieb). Mit der Überarbeitung 2003 gibt es die Fahrzeuge mit einem Benzinmotor mit 1,3 l Hubraum und 69 kW (94 PS) mit oder ohne Allradantrieb und mit einem Dieselmotor mit 51 kW (69 PS). Beide erfüllten die Abgasnorm Euro 4.
Die Produktion des Suzuki Wagon R+ wurde im März 2006 eingestellt. Der Nachfolger für den europäischen Markt Splash wurde auf der IAA 2007 vorgestellt und wurde ebenfalls in Ungarn hergestellt. Seit dem 25. September 2008 verkauft Suzuki ausschließlich in Japan den eigentlichen Nachfolger des Wagon R unter gleichem Namen. Den größeren Wagon R+ ersetzte Suzuki dort im Januar 2011 durch den Suzuki Solio.